# 카이쿄 히로키
카이쿄 히로키(일본어: 海峡 ひろき かいきょう ひろき[*], 본명 : 오오쿠보 미유키(大久保美幸, 오오쿠보는 결혼 전 성), 1962년 6월 14일 - )는 배우, 전 다카라즈카 가극단 하나구미 남역이다.
사이타마현 사야마시 출신, 현립마츠야마여자고등학교 출신이다. 키 168cm, 혈액형 O형, 애칭은 "미유(みゆ)"이다.

## 약력
- 입단 전에 오오타키 아이코 발레 아트에 다녔다.
- 1981년, 69기생으로 다카라즈카 음악학교에 입학. 동기생으로 전 호시구미 톱스타 아사지 사키, 전 츠키구미 톱스타 쿠제 세이카, 전 유키구미 톱스타 타카네 후부키, 전 유키구미 톱여역 칸나 미호, 전 츠키구미 남역 스타 와카오 리사, 전 호시구미 남역 스타 치아키 신, 전 츠키구미 조장 이즈모 아야, 전 하나구미 여역 스타 미츠키 아유 등이 있다.
- 1983년 4월, 다카라즈카 가극단 입단. 입단 시의 성적은 44명 중 13번. 츠키구미 『하루노오도리 / 문라이트 로맨스』로 초무대. 후에 치아키, 이즈모 등과 함께 호시구미에 배속된다. 하급생 시절에는 신인공연에서 상급생 역을 맡는 경우가 많았다.
- 1988년, 『전쟁과 평화』의 대극장 공연 후, 유키구미로 조 이동.
- 1993년, 『천국과 지옥 -오펜바쿠 이야기 / TAKE OFF』 대극장 공연 후, 하나구미로 조 이동.
- 1994년, 『애로우 애로우 캐머롯?』으로 바우홀 첫 주연.
- 1997년 6월 30일, 『잃어버린 낙원 -할리우드 바빌론- / 사잔크로스 레뷰』 천추락을 기해 다카라즈카 가극단을 퇴단. 공연 종료 후, 동기로 같은 공연에서 퇴단이 결정되었던 미츠키와 함께 「카이쿄 히로키&미츠키 아야 사요나라 쇼」가 상연되었다.

퇴단 후에는 배우로써 예능 활동을 한 시기가 있었으나, 유도 접골사 자격을 취득하고, 2008년에 접골원을 납현과 함께 개업한 모습이 석간 후지에서 다루어 졌다.

## 다카라즈카 가극단 시절 주요 무대
| 기간 (월) | 소속 | 제목                                       | 공연장                       | 배역                                  | 비고                                     |
| --------- | ---- | ------------------------------------------ | ---------------------------- | ------------------------------------- | ---------------------------------------- |
| 1984년    |      |                                            |                              |                                       |                                          |
| 6         | 호시 | 내 사랑은 산 저편에                        |                              | 쥬치 (신인공연)                       | 본역 : 반 아키라                         |
| 6         | 호시 | 러브 익스프레스                            |                              | 쥬치 (신인공연)                       | 본역 : 반 아키라                         |
| 1985년    |      |                                            |                              |                                       |                                          |
| 2         | 호시 | 슬픔의 코르도바                            |                              | 마리오 (신인공연)                     | 본역 : 하야부사 렌                       |
| 2         | 호시 | 루미엘                                     |                              | 마리오 (신인공연)                     | 본역 : 하야부사 렌                       |
| 8         | 호시 | 서해에 꽃이 지지만                         |                              | 오가타 유우요시                       | 본역 : 반 아키라                         |
| 8         | 호시 | 더 레뷰 Ⅲ                                  |                              | 오가타 유우요시                       | 본역 : 반 아키라                         |
| 1986년    |      |                                            |                              |                                       |                                          |
| 3         | 호시 | 레뷰 교향곡                                |                              | 세레모니의 남자 (신인공연)            | 본역 : 신죠 마유미                       |
| 9         | 호시 | 화려한 판타지아                            |                              | 장 쟈크 백작 (신인공연)               | 본역 : 시온 유우                         |
| 9         | 호시 | 부기 우기 폴리즈                           |                              | 장 쟈크 백작 (신인공연)               | 본역 : 시온 유우                         |
| 1987년    |      |                                            |                              |                                       |                                          |
| 1         | 호시 | 유카리코                                   |                              | 탄바 (신인공연)                       | 본역 : 이츠키 치히로                     |
| 1         | 호시 | 주빌리 타임!                               |                              | 탄바 (신인공연)                       | 본역 : 이츠키 치히로                     |
| 2         | 호시 | 푸른 입맞춤                                | 바우홀 도쿄 특별             | 아서                                  |                                          |
| 6         | 호시 | 이별의 초상                                |                              | 청년 2 패각절 가수 (신인공연)         | 본역 : 미네 사오리                       |
| 1988년    |      |                                            |                              |                                       |                                          |
| 1         | 호시 | 해피 드리밍                                | 바우홀                       |                                       |                                          |
| 2         | 호시 | 화염의 볼레로                              |                              | 플라밍고 (신인공연)                   | 본역 : 아사지 사키                       |
| 2         | 호시 | Too Hot!                                   |                              | 플라밍고 (신인공연)                   | 본역 : 아사지 사키                       |
| 8         | 호시 | 전쟁과 평화                                |                              | 피엘 베즈호후이 백작 (신인공연)       | 본역 : 호시나 유리                       |
| 11        | 유키 | 타마유라의 기록                            | 도쿄 공연                    | 행지(行智)                            |                                          |
| 11        | 유키 | 다이나모!                                  | 도쿄 공연                    | 행지(行智)                            |                                          |
| 1989년    |      |                                            |                              |                                       |                                          |
| 2         | 유키 | 무슈 드 파리                               |                              | 아란 도를레안 공작 (신인공연)         | 본역 : 호쿠토 히카루                     |
| 2         | 유키 | 라 패션!                                   |                              | 아란 도를레안 공작 (신인공연)         | 본역 : 호쿠토 히카루                     |
| 4         | 유키 | 일루미네이션 블랙                          | 바우홀 도쿄 특별             | 조                                    |                                          |
| 8         | 유키 | 베르사이유의 장미 -안드레와 오스칼 편-     |                              | 제로델 한스 악셀 폰 페르젠 (신인공연) | 본역 : 아사카 준ㆍ시온 유우ㆍ아자시 사키 |
| 9         | 유키 | 오모카게 소오시                            | 도쿄 특별                    | 무량천수 (霧浪千寿)                   |                                          |
| 1990년    |      |                                            |                              |                                       |                                          |
| 1         | 유키 | 천수에서 꽃냄새가 나다                     |                              | 쿠라타 쇼고                           |                                          |
| 1         | 유키 | 브라이드 딜라이트 타임                     |                              | 쿠라타 쇼고                           |                                          |
| 6         | 유키 | 황혼색의 하프문                            |                              | 레오나                                |                                          |
| 6         | 유키 | 파라다이스 트로피카나                      |                              | 레오나                                |                                          |
| 8         | 유키 | 미소를 다시 한번                           | 바우홀                       |                                       |                                          |
| 11        | 유키 | 카겐쇼                                     |                              | 시게야마 긴노죠                       |                                          |
| 11        | 유키 | 연애 소동                                  |                              | 시게야마 긴노죠                       |                                          |
| 11        | 유키 | 스위트 타이푼                              |                              | 시게야마 긴노죠                       |                                          |
| 1991년    |      |                                            |                              |                                       |                                          |
| 4         | 유키 | 베르사이유의 장미 -오스칼과 안드레 편-     | 전국투어                     | 안드레 그랑디에                       |                                          |
| 8         | 유키 | 화려한 개츠비                              |                              | 톰 부캐넌                             |                                          |
| 8         | 유키 | 러버스 콘체르트                            |                              | 톰 부캐넌                             |                                          |
| 10        | 유키 | 스포트라이트 매직                          | 바우홀                       |                                       |                                          |
| 1992년    |      |                                            |                              |                                       |                                          |
| 2         | 유키 | 화려한 개츠비                              | 중일극장                     | 톰 부캐넌                             |                                          |
| 2         | 유키 | 러버스 콘체르트                            | 중일극장                     | 톰 부캐넌                             |                                          |
| 4         | 유키 | 이 사랑은 구름 끝까지                      |                              | 사토 타다노부                         |                                          |
| 8         | 유키 | 발렌티노                                   | 바우홀 도쿄 특별 중일극장    | 데소울                                |                                          |
| 10        | 유키 | 츄신구라 ~꽃에 지고 눈에 지고~             |                              | 오오타카 타다오                       |                                          |
| 12        | 유키 | 점프 포 조이                               | 시어터 드라마시티            |                                       |                                          |
| 1993년    |      |                                            |                              |                                       |                                          |
| 5         | 유키 | 천국과 지옥 -오펜바쿠 이야기               |                              | 더글러스                              |                                          |
| 5         | 유키 | TAKE OFF                                   |                              | 더글러스                              |                                          |
| 8         | 하나 | 베이 시티 블루스                           |                              | 클라크                                |                                          |
| 8         | 하나 | It's A Love Story                          |                              | 클라크                                |                                          |
| 10        | 하나 | 애플 트리 -세가지 사랑 이야기-             | 바우홀 도쿄 특별 나고야 특별 | 샌저                                  |                                          |
| 1994년    |      |                                            |                              |                                       |                                          |
| 2         | 하나 | 베이 시티 블루스                           | 중일극장                     |                                       |                                          |
| 2         | 하나 | It's A Love Story                          | 중일극장                     |                                       |                                          |
| 3         | 하나 | 블랙잭 위험한 도박                         |                              | 소더랜드                              |                                          |
| 3         | 하나 | 불새                                       |                              | 소더랜드                              |                                          |
| 5         | 하나 | 애로우 애로우 캐머롯?                      | 바우홀                       | 행크 모건                             | 바우홀 첫 주연                           |
| 9         | 하나 | 겨울 폭풍, 페테르부르크에 죽다             |                              | 미하일 루츠코이                       |                                          |
| 9         | 하나 | 하이퍼 스테이지!                           |                              | 미하일 루츠코이                       |                                          |
| 11        | 하나 | CHECKMATE -루크와 비숍과 퀸의 유연한 찬연- | 바우홀                       |                                       |                                          |
| 1995년    |      |                                            |                              |                                       |                                          |
| 1         | 하나 | 슬픔의 코르도바                            |                              | 아나톤 나바로                         |                                          |
| 1         | 하나 | 메가 비전                                  |                              | 아나톤 나바로                         |                                          |
| 2         | 하나 | LAST DANCE                                 | 바우홀 도쿄 특별             | 마리우스                              |                                          |
| 4         | 하나 | 에덴의 동쪽                                |                              |                                       |                                          |
| 4         | 하나 | 댄디즘!                                    |                              |                                       |                                          |
| 5         | 하나 | 베니하코베                                 |                              | 안토니                                |                                          |
| 5         | 하나 | 메가 비전 -허무맹랑한 환상-                |                              | 안토니                                |                                          |
| 1996년    |      |                                            |                              |                                       |                                          |
| 1         | 하나 | 꽃은 꽃이다                                |                              | 파이리츠 A 등                         |                                          |
| 1         | 하나 | 하이페리온                                 |                              | 파이리츠 A 등                         |                                          |
| 3         | 하나 | HURRICANE                                  | 바우홀 도쿄 특별 나고야 특별 | 디디                                  |                                          |
| 6         | 하나 | 하우 투 석시드 -노력하지 않고 출세하는 법- |                              | 갯치                                  |                                          |
| 12        | 하나 | RYOMA -강경파 사카모토 료마! Ⅱ             | 시어터드라마시티             | 카츠 카이슈                           |                                          |
| 1997년    |      |                                            |                              |                                       |                                          |
| 2         | 하나 | 잃어버린 낙원 -할리우드 바빌론-            |                              | 맥스 존슨                             |                                          |
| 2         | 하나 | 사잔크로스 레뷰                            |                              | 맥스 존슨                             |                                          |
| 4         | 하나 | 너를 사랑해 라비린스!                      | 바우홀                       | 카차리스                              |                                          |